# 삼룡이라 불러라
"삼룡이라 불러라"는 한국에서 제작된 이혁수 감독의 1977년 영화이다. 이대근 등이 주연으로 출연하였고 김인동 등이 제작에 참여하였다.

## 출연

### 주연
- 이대근
- 문오장
- 여수진
- 김한철

## 기타
- 조명: 정경희
- 녹음: 유창국
- 미술: 조경환